# Машково (Московская область)
Машково — деревня в Московской области России. Входит в городской округ Люберцы. Население — 84 чел. (2010).

## География
Деревня Машково расположена в северо-восточной части городского округа Люберцы, примерно в 1 км к востоку от города Люберцы. Высота над уровнем моря 123 м. К западу от деревни протекает река Пехорка. В деревне одна улица Заречная, проезды Машковский и Новомарусинский, а также тупик Промзона Кореневский. К деревне приписано 3 СНТ. Ближайший населённый пункт — деревня Марусино.

## История
В 1926 году деревня входила в Марусинский сельсовет Ухтомской волости Московского уезда Московской губернии.
С 1929 года — населённый пункт в составе Ухтомского района Московского округа Московской области.
До муниципальной реформы 2006 года Машково находилось в подчинении администрации рабочего посёлка Красково.
С 2006 до 2016 гг. деревня входила в городское поселение Красково Люберецкого муниципального района. С 2017 года деревня входит в городской округ Люберцы, в рамках администрации которого деревня подчинена территориальному управлению Красково-Малаховка.

## Население
В 1926 году в деревне проживало 232 человека (111 мужчин, 121 женщина), насчитывалось 45 хозяйств, из которых 44 было крестьянских. По переписи 2002 года — 200 человек (92 мужчины, 108 женщин).
| 1926 | 2002 | 2006 | 2010 |
| ---- | ---- | ---- | ---- |
| 232  | ↘200 | ↗202 | ↘84  |